# Боунстіл (Південна Дакота)
Боунстіл (англ. Bonesteel) — місто (англ. city) в США, в окрузі Ґреґорі штату Південна Дакота. Населення — 258 осіб (2020).

## Географія
Боунстіл розташований за координатами 43°4′39″ пн. ш. 98°56′48″ зх. д. / 43.07750° пн. ш. 98.94667° зх. д. (43.077588, -98.946768).  За даними Бюро перепису населення США в 2010 році місто мало площу 0,90 км², уся площа — суходіл.

### Клімат
| Клімат : Боунстіл     | Клімат : Боунстіл | Клімат : Боунстіл | Клімат : Боунстіл | Клімат : Боунстіл | Клімат : Боунстіл | Клімат : Боунстіл | Клімат : Боунстіл | Клімат : Боунстіл | Клімат : Боунстіл | Клімат : Боунстіл | Клімат : Боунстіл | Клімат : Боунстіл | Клімат : Боунстіл |
| Показник              | Січ.              | Лют.              | Бер.              | Квіт.             | Трав.             | Черв.             | Лип.              | Серп.             | Вер.              | Жовт.             | Лист.             | Груд.             | Рік               |
| Середній максимум, °C | −1,1              | 2,2               | 7,2               | 15,6              | 21,7              | 27,2              | 30,6              | 30,0              | 24,4              | 17,8              | 7,8               | 1,1               | 15,6              |
| Середній мінімум, °C  | −13,3             | −10,6             | −5,6              | 1,7               | 7,8               | 13,3              | 16,7              | 15,6              | 9,4               | 2,8               | −5                | −10,6             | 1,7               |
| Норма опадів, мм      | 10                | 18                | 41                | 76                | 107               | 94                | 81                | 69                | 69                | 46                | 23                | 10                | 638               |
| --------------------- | ----------------- | ----------------- | ----------------- | ----------------- | ----------------- | ----------------- | ----------------- | ----------------- | ----------------- | ----------------- | ----------------- | ----------------- | ----------------- |
| Джерело: Weatherbase  |                   |                   |                   |                   |                   |                   |                   |                   |                   |                   |                   |                   |                   |

## Демографія
Згідно з переписом 2010 року, у місті мешкало 275 осіб у 125 домогосподарствах у складі 74 родин. Густота населення становила 305 осіб/км².  Було 170 помешкань (188/км²).
Расовий склад населення:
| - 73,5 % — білих - 22,9 % — корінних американців - 1,8 % — осіб інших рас |

До двох чи більше рас належало 1,8 %. Частка іспаномовних становила 4,0 % від усіх жителів.
За віковим діапазоном населення розподілялося таким чином: 26,5 % — особи молодші 18 років, 43,3 % — особи у віці 18—64 років, 30,2 % — особи у віці 65 років та старші. Медіана віку мешканця становила 49,8 року. На 100 осіб жіночої статі у місті припадало 92,3 чоловіків;  на 100 жінок у віці від 18 років та старших — 94,2 чоловіків також старших 18 років.
Середній дохід на одне домашнє господарство  становив 55 137 доларів США (медіана — 34 107), а середній дохід на одну сім'ю — 80 647 доларів (медіана — 67 917). За межею бідності перебувало 12,0 % осіб, у тому числі 23,5 % дітей у віці до 18 років та 9,2 % осіб у віці 65 років та старших.
Цивільне працевлаштоване населення становило 138 осіб. Основні галузі зайнятості: освіта, охорона здоров'я та соціальна допомога — 32,6 %, мистецтво, розваги та відпочинок — 18,8 %, будівництво — 14,5 %, роздрібна торгівля — 13,0 %.